# Шилов, Пётр Никифорович
Пётр Никифорович Шилов (16 декабря 1918, с. Малоирменка, Алтайская губерния — 9 октября 1944, Векшняй, Литовская ССР) — советский воин-артиллерист, участник Великой Отечественной войны, Герой Советского Союза (1945, посмертно). Старший сержант.

## Биография
Pодился 16 декабря 1918 года в селе Малоирменка Алтайской губернии (ныне Ордынского района Новосибирской области) в русской крестьянской семье. Когда Пётр окончил пять классов Малоирменской школы, семья переехала в совхоз «Гутовский» Тогучинского района Новосибирской области, где он окончил школу-семилетку. Затем окончил ремесленное училище в Новосибирске и работал на городской ТЭЦ-1.
В октябре 1939 года призван в Красную Армию на срочную службу Дзержинским райвоенкоматом города Новосибирска. С 21 июля 1941 года — на фронтах Великой Отечественной войны. Почти два года, до 10 мая 1943 года воевал на Ленинградском фронте. Трижды ранен. Член ВКП(б) с декабря 1943 года.
С 22 сентября 1943 года — на Западном и 1-м Прибалтийском фронтах. Участник Смоленской наступательной операции, зимних сражений 1943—1944 на центральном участке советско-германского фронта, Белорусской наступательной операции.
Командир отделения разведки штабной батареи 349-го артиллерийского полка 119-й стрелковой дивизии 83-го стрелкового корпуса 4-й ударной армии 1-го Прибалтийского фронта старший сержант П. Н. Шилов совершил подвиг в ходе Прибалтийской стратегической наступательной операции. После тяжёлых сражений на рижском направлении командующий фронтом И. Х. Баграмян перенёс главный удар на мемельское направление. 5 октября 1944 года советские войска перешли в наступление, прорвали в первый же день вражескую оборону и наступали на город Мажейкяй Литовской ССР. Однако на подступах к этому городу, в районе станции Векшняй, противник собрал войска и нанёс контрудар силами 37 танков с пехотой по частям 119-й стрелковой дивизии. Одно из немецких штурмовых орудий прорвалось через артиллерийские позиции и на большой скорости направилось на командный пункт командира полка. Навстречу ему из окопа поднялся Пётр Шилов и с противотанковой гранатой бросился под гусеницу. Ценой жизни боец остановил вражеское штурмовое орудие в 10 метрах от окопа командира полка, спас его и многих боевых товарищей.

… гитлеровцам удалось прорваться к наблюдательным пунктам командира полка подполковника Егорова, командиров дивизионов майора Гусева и старшего лейтенанта Сантнапеева. И все трое без колебаний сосредоточили огонь своих орудий на себя. Враг, понеся потери, снова был вынужден отступить.

Один из танков пытался раздавить командира полка подполковника Егорова…. Каких-нибудь 10 метров было между ним и танком, когда полковой разведчик старший сержант Пётр Никифорович Шилов … бросился под танк с противотанковыми гранатами в руках. Ценой своей жизни он спас командира полка и находившихся с ним офицеров.
— Герой Советского Союза  Маршал Советского Союза  Баграмян И.Х.  Так  шли мы к победе. -  М: Воениздат, 1977.- С.465,466.
После боя был похоронен на станции Векшняй — ныне город в Мажейкском районе Тельшяйского уезда Литвы (согласно данным ОБД «Мемориал»). Позднее Герой был перезахоронен на воинском братском кладбище в городе Акмяне (Литва).
За мужество и героизм, проявленные на фронте борьбы с немецко-фашистскими захватчиками, Указом Президиума Верховного Совета СССР от 24 марта 1945 года старшему сержанту Шилову Петру Никифоровичу присвоено звание Героя Советского Союза (посмертно).
Награждён орденами Ленина (24.03.1945; посмертно), Славы 3-й степени (08.05.1944), медалью «За отвагу» (25.11.1943).

## Память

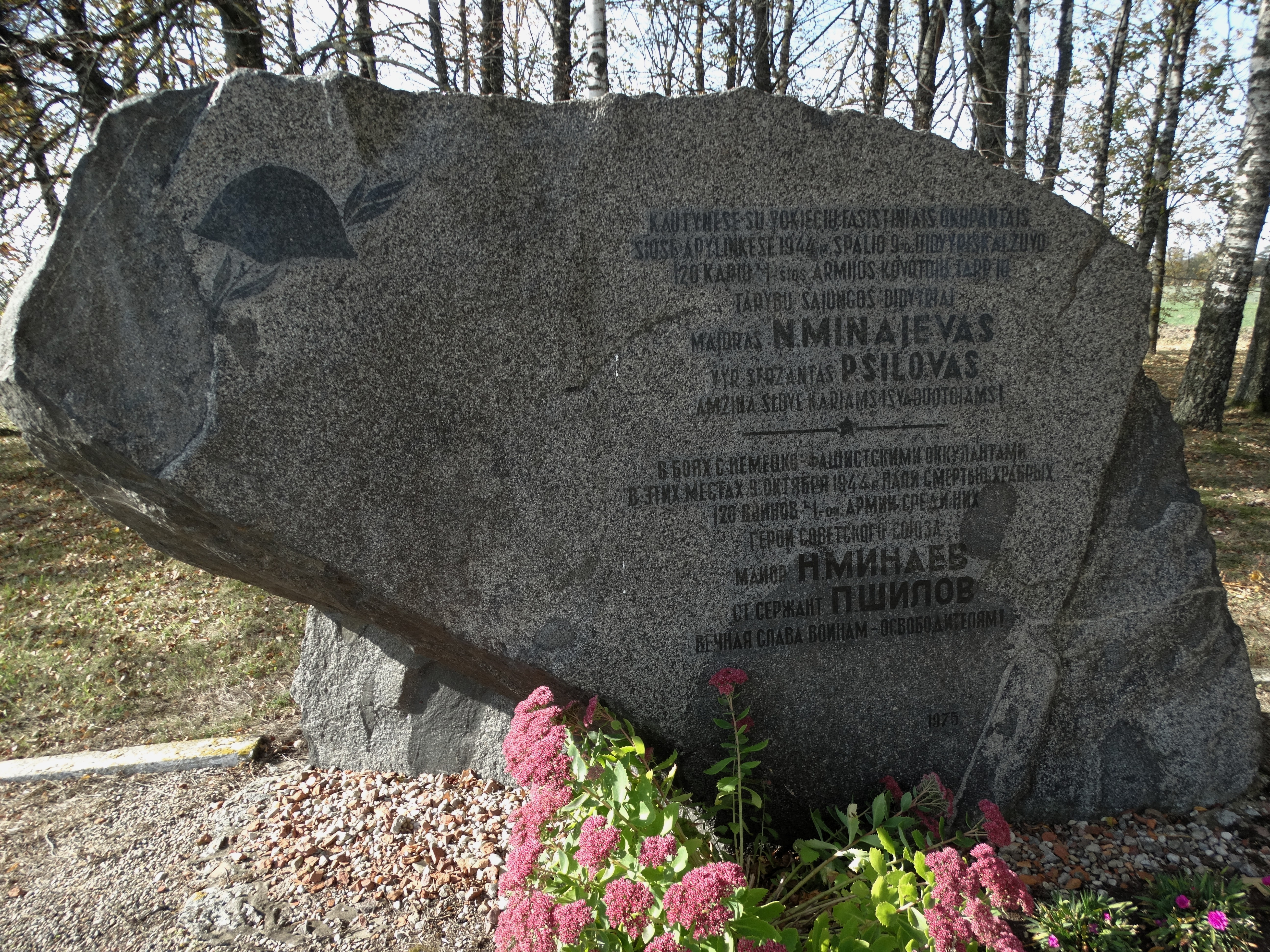
Памятный знак ст. сержанту П. Шилову и майору Н. Минаеву в д. Ракяйчяй (Мажейкяйский район)

Бюсты Героя установлены у здания средней школы села Новый Шарап Ордынского района Новосибирской области и в райцентре Ордынское, его имя высечено на мемориалах Славы в городах Новосибирск, Тогучин, рабочем посёлке Ордынское этой же области.
Именем Героя названы средняя школа в его родном селе Мало-Ирмень Ордынского района Новосибирской области, улица в Новосибирске.